# Lof der zotheidbrug
De Lof der zotheidbrug (brug 394) is een voetgangersbrug in Amsterdam-West.
De brug ligt in het noordoosten van het Erasmuspark en overspant de ringvaart die in het park ligt. De brug dateert uit 1970, toen het park voor toen veel geld geheel opnieuw was ingericht. Het park ligt er al sinds 1927, maar alle bomen werden tijdens de Tweede Wereldoorlog opgestookt en onderhoud werd er jaren niet gepleegd. In 1961 werd de grote renovatie afgerond en werd het park opnieuw geopend, de burg kwam pas in 1970, net als de Wil de Graaffbrug en Geert Geertsenbrug.
De brug werd in 2006 vernoemd naar het belangrijkste werk van Desiderius Erasmus, Lof der zotheid. Andere bruggen naar het park zijn Desideriusbrug (al uit het begin) en Geert Geertsenbrug.
<<< · 300 · 301 · 302 · 303 · 304 · 305 · 306 · 307 · 308 · 309 · 310 · 311 · 312 · 313 · 314 · 315 · 316 · 317 · 318 · 320 · 321 · 322 · 323 · 324 · 325 · 327 · 328 · 330 · 331 · 332 · 333 · 334 · 335 · 336 · 337 · 338 · 339 · 340 · 341 · 342 · 343 · 344 · 345 · 346 · 347 · 348 · 349 · 350 · 351 · 352 · 353 · 354 · 355 · 356 · 357 · 358 · 359 · 360 · 361 · 362 · 363 · 364 · 365 · 366 · 367 · 368 · 371 · 372 · 373 · 374 · 375 · 376 · 377 · 378 · 379 · 380 · 381 · 382 · 383 · 385 · 386 · 387 · 388 · 389 · 390 · 391 · 392 · 393 · 394 · 395 · 396 · 397 · 398 · 399 · >>>
Brugnummers 319, 326, 329 (tijdelijke duiker in de Ringspoordijk), 369, 370, 384 zijn niet (meer) vergeven.